# Comet Interceptor
Comet Interceptor es una misión espacial dirigida por la Agencia Espacial Europea (ESA), cuyo lanzamiento está previsto para 2029 y consiste en una sonda espacial que se encontrará "estacionada" en el punto Langrage 2 del Sol con la Tierra, donde esperará hasta un máximo de tres años a que un cometa de largo período sobrevuele el Sistema Solar en una trayectoria y velocidad que sea alcanzable por la propia sonda.

## Visión general
Los cometas de largo período tienen órbitas y recorridos muy excéntricos, que van de los 200 a miles de años, por lo que generalmente se descubren sólo unos meses antes de que pasen por el Sistema Solar interior y se vuelvan a dirigir a los confines del Sistema Solar exterior, lo cual es muy poco tiempo para planificar y lanzar una misión desde tierra. Por lo tanto, al estacionar la ESA una sonda Comet Interceptor ya preparada en una órbita estable alrededor del Langrage 2, permitirá una reacción en un plazo mucho menor, al encontrarse ya esperando la aparición de un cometa adecuado, tras lo que recibiría de forma remota las instrucciones para poder alcanzarlo con un sobrevuelo cercano.
La misión Comet Interceptor es única, al estar diseñada para encontrar un objetivo que aún se desconoce, teniendo que esperar entre 2 y 3 años hasta que aparezca un objetivo que sea capaz de alcanzar con un cambio razonable en la velocidad (delta-v), dentro de la vida útil de la sonda, de aproximadamente 5 años. En cuanto a la propulsión, está pensada que sea eléctrica solar.
Encontrar un cometa adecuado para el sobrevuelo dependerá de los estudios de observación en tierra, con instalaciones como Pan-STARRS, ATLAS o el futuro Gran Telescopio para Sondeos Sinópticos (LSST). En el caso de que ningún cometa de largo período pueda ser interceptado a tiempo, se puede utilizar para estudiar un cometa de período corto como respaldo (73P/Schwassmann-Wachmann). También existe la posibilidad de interceptar un objeto interestelar que atraviese el Sistema Solar, si la velocidad y la dirección lo permitiera.
El objetivo científico principal de la misión es caracterizar un tipo de cometa desconocido, incluida la composición de su superficie, la forma, la estructura y la composición de su coma de gas
Comet Interceptor se está desarrollando como la clase más rápida (clase F) del programa Cosmic Vision de la ESA. La misión está siendo planificada y desarrollada por un consorcio que incluye a la ESA y la agencia espacial japonesa, JAXA. [4] El Comet Interceptor compartirá el vehículo de lanzamiento con el telescopio espacial ARIEL de la ESA, que también tiene como destino el punto Lagrange 2.